# Medasina reticulata
Medasina reticulata là một loài bướm đêm trong họ Geometridae.